# Ribatejada
Ribatejada es un municipio y localidad española de la provincia y Comunidad de Madrid. El término municipal tiene una población de 900 habitantes (INE 2024).

## Geografía
La localidad está situada a una altitud de 768 m sobre el nivel del mar.
| Noroeste: Talamanca de Jarama | Norte: El Casar | Noreste: Galápagos     |
| Oeste: Valdetorres de Jarama  |                 | Este: Torrejón del Rey |
| Suroeste: Valdeolmos          | Sur: Serracines | Sureste: Valdeavero    |

## Historia
Hacia mediados del siglo XIX, el lugar tenía contabilizada una población de 322 habitantes. La localidad aparece descrita en el decimotercer volumen del Diccionario geográfico-estadístico-histórico de España y sus posesiones de Ultramar de Pascual Madoz de la siguiente manera:

RIBATEJADA: v. con ayunt. de la prov. y aud terr. de Madrid (7 leg.), part. jud. de Alcalá de Henares (3), c. g. de Castilla la Nueva, dióc. de Toledo (20). sit. en la falda de una pequeña cuesta; la combaten con mas frecuencia los vientos N., y su clima es propenso por lo comun á calenturas intermitentes. Tiene 60 casas, la del ayunt., cárcel, escuela de primeras letras comun á ambos sexos, dotada con 800 rs.; una igl. parr. (San Pedro Apóstol), y una fuente de buenas aguas, de las cuales se utilizan los vec. para sus usos; en los afueras se encuentran dos ermitas casi arruinadas, bajo la advocacion de la Soledad y de Ntra. Sra. de la Concepción, y el cementerio que no ofende la salud pública. Confina el térm. N. el Casar de Talamanca, á 1/4 de leg.; E. Galápagos, á igual dist; S. Serracines, á 1/2, y O. Valdeolmos, á otro y 1/4: se estiende 3/4 de leg. de N. á S.. y 1/2 de E. á O., y comprende una deh. de pastos de 200 fan., y 4 prados pequeños con buenas yerbas para toda clase de ganados. El terreno es de secano y de inferior calidad. caminos: los que dirigen á los pueblos limítrofes en buen estado: correo se recibe en la cab. del part. por balijero; los domingos y jueves de cada semana. prod.: trigo, cebada, centeno, avena y garbanzos; mantieene ganado lanar, vacuno, mular y de cerda, y cria alguna caza menor. pobl.: 54 vec., 322 alm. cap. prod.: 6.444,920 rs. imp.: 262.385. contr.: 9'65 por 100.
(Madoz, 1849, p. 459)

Hoy día en su casco urbano hay una tienda de alimentación, un bar, un restaurante y tres alojamientos rurales.

## Demografía
Cuenta con una población de 900 habitantes (INE 2024).
| Gráfica de evolución demográfica de Ribatejada entre 1842 y 2021                                                                                                |
| |
| Población de derecho según los censos de población del INE Población de hecho según los censos de población del INEEn este censo se denominaba Rivatejada: 1842 |

## Transporte
Dos líneas de autobús pasan por el municipio, terminando una de ellas en la estación de Canillejas.
| Línea | Recorrido                                          |
| ----- | -------------------------------------------------- |
| 251   | Torrejón de Ardoz – Valdeavero - Alcalá de Henares |
| 256   | Madrid (Canillejas) – Daganzo - Valdeavero         |

## Símbolos
El escudo heráldico y la bandera que representan al municipio fueron aprobados oficialmente en 1999. El escudo sigue el siguiente blasón:

En campo de azur una torre de iglesia de oro, mazonada de sable y aclarada de azur. Timbrado de Corona Real Española.
Boletín Oficial del Estado nº 53 de 2 de marzo de 2000

La descripción textual de la bandera es la siguiente:

Bandera: De proporciones 2/3. Paño amarillo y brochante al centro el Escudo Municipal.
Boletín Oficial del Estado nº 53 de 2 de marzo de 2000

## Educación
En Ribatejada hay 1 guardería (1 pública) y 1 colegio público de educación infantil y primaria.

## Patrimonio

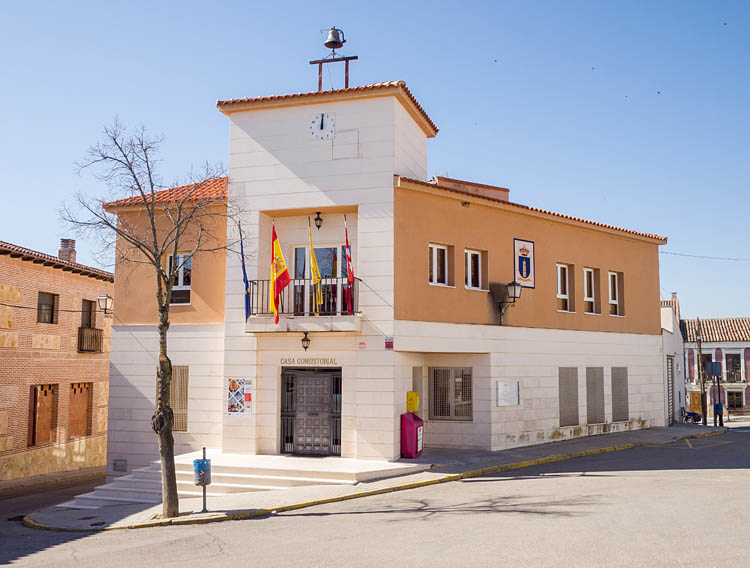
Casa consistorial

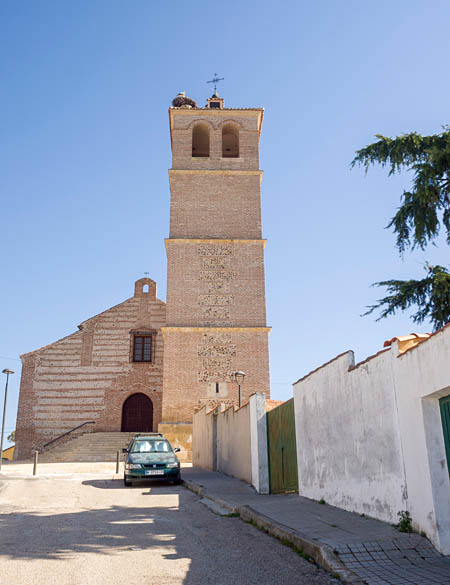
Iglesia de San Pedro Apóstol

En la localidad se encuentran la llamada Casa Grande, un palacio que perteneció a los condes de Desallen y que hace años fue dividido para convertirlo en viviendas particulares, y la iglesia de San Pedro Apóstol, de estilo mudéjar y del siglo XV, que fue reformada recientemente.